# Slavoj Jenko
Slavoj Jenko, slovenski posestnik in politik *  12.8.1852 Trnovo (Ilirska bistrica), †  6.8.1907 Podgrad.

## Življenjepis
Slavoj Jenko je bil slovenski posestnik v Istri, ki se je poleg kmetovanja ukvarjal tudi s politiko. Bil je istrski deželni poslanec in župan v Podgradu, kjer je dal pobudo za zgraditev narodnega doma in ustanovitev slovenskih gospodarskih organizacij, s tem je mnogo storil za narodno prebuditev tamkajšnega pebivalstva.